# アレン・スティール
アレン・スティール（Allen Mulherin Steele, Jr. 、1958年1月19日 - ）は、アメリカ合衆国テネシー州ナッシュビル出身のSF作家。近未来の歴史が改変された宇宙を舞台とした作品で知られているが日本では短篇しか紹介されていない。
1996年にヒューゴー賞 中長編小説部門を受賞している。
アレン・スティールは、宇宙フロンティア財団のアドバイザーを務めている。

## 作品

### 短編（邦訳があるもののみ）
- 「ジョン・ハーパー・ウィルスン」 John Harper Wilson (1989)
- 「レッド・プラネット・ブルース」 Red Planet Blues (1989)
- 「震える大地」 Trembling Earth (1990)
- 「マジンラ世紀末最終大決戦」 Mudzilla's Last Stand (1993)
- 「羊飼い衛星」 Shepherd Moon (1994)
- 「戦争記念碑」 The War Memorial (1995)
- 「キャプテン・フューチャーの死」 The Death of Captain Future (1995)
- 「マース・ホテルから生中継で」 Live from the Mars Hotel (1988)
- 「ヒンデンブルク号、炎上せず」 Where Angels Fear to Tread (1997)
- 「ロボットは隣人を愛す」 Agape Among the Robots (2000)
- 「火星の皇帝」 The Emperor of Mars (2011)
- 「ニューハンプシャー上空、2437機のUFO群あらわる UFO名所探訪記」（エッセイ）2,437 UFOs Over New Hampshire

### 長編
- 「キャプテン・フューチャー最初の事件」 Avengers of the Moon (2017)
  - エドモンド・ハミルトンによる「キャプテン・フューチャー」シリーズの前日譚